# Den Haag Sculptuur

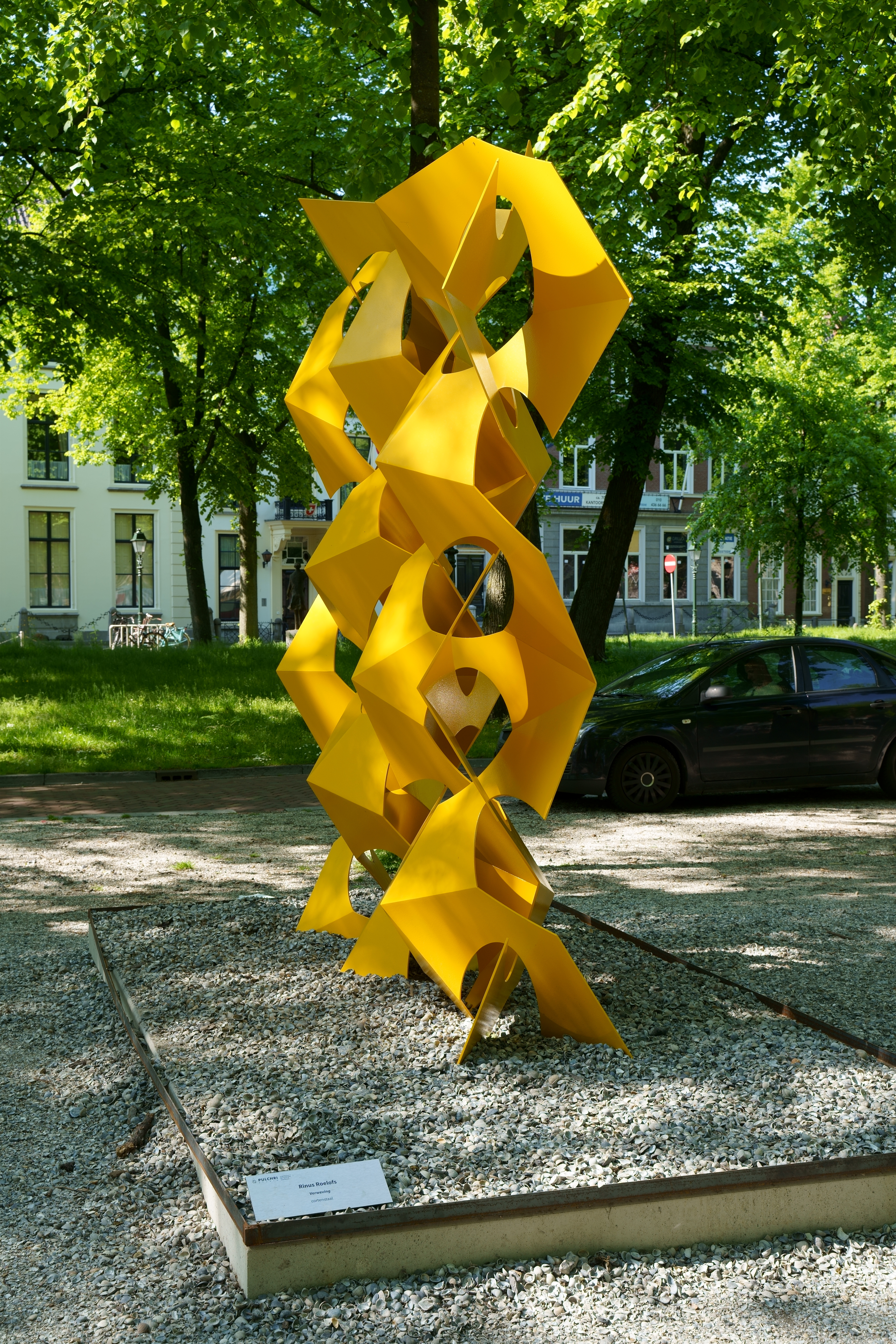
Rinus Roelofs "Verweving", Voorhout monumentaal 2021

De voormalige stichting Den Haag Sculptuur organiseerde van 1998 tot en met 2010 jaarlijks in de zomer op het Lange Voorhout en de directe omgeving een beeldententoonstelling. Het doel was om een ontmoeting te realiseren met beeldende kunst waarin de stad nationaal en internationaal als initiatiefrijke cultuurstad werd gepresenteerd. De tentoonstelling kon gratis worden bezocht. De jaren 2011 tot en met 2017 was Museum Beelden aan Zee (mede) organisator totdat de subsidie stop gezet werd. Daarna is nog ten minste één keer een beeldententoonstelling teruggekeerd onder de titel Voorhout monumentaal 2021. 

## Jaargangen
- 1998 & 1999: Geen titel
- 2000: 'De mens in beweging’
- 2001: 'Carnaval des Animaux’
- 2002: 'Europa in Beeld, Mythe & Realiteit'
- 2003: 'Modelvrouwen'
- 2004: 'Giganten'
- 2005: 'De Paleistuin'
- 2006: 'Botero'
- 2007: 'De Overkant'
- 2008: 'Freedom'
- 2009: 'Javier Marín'

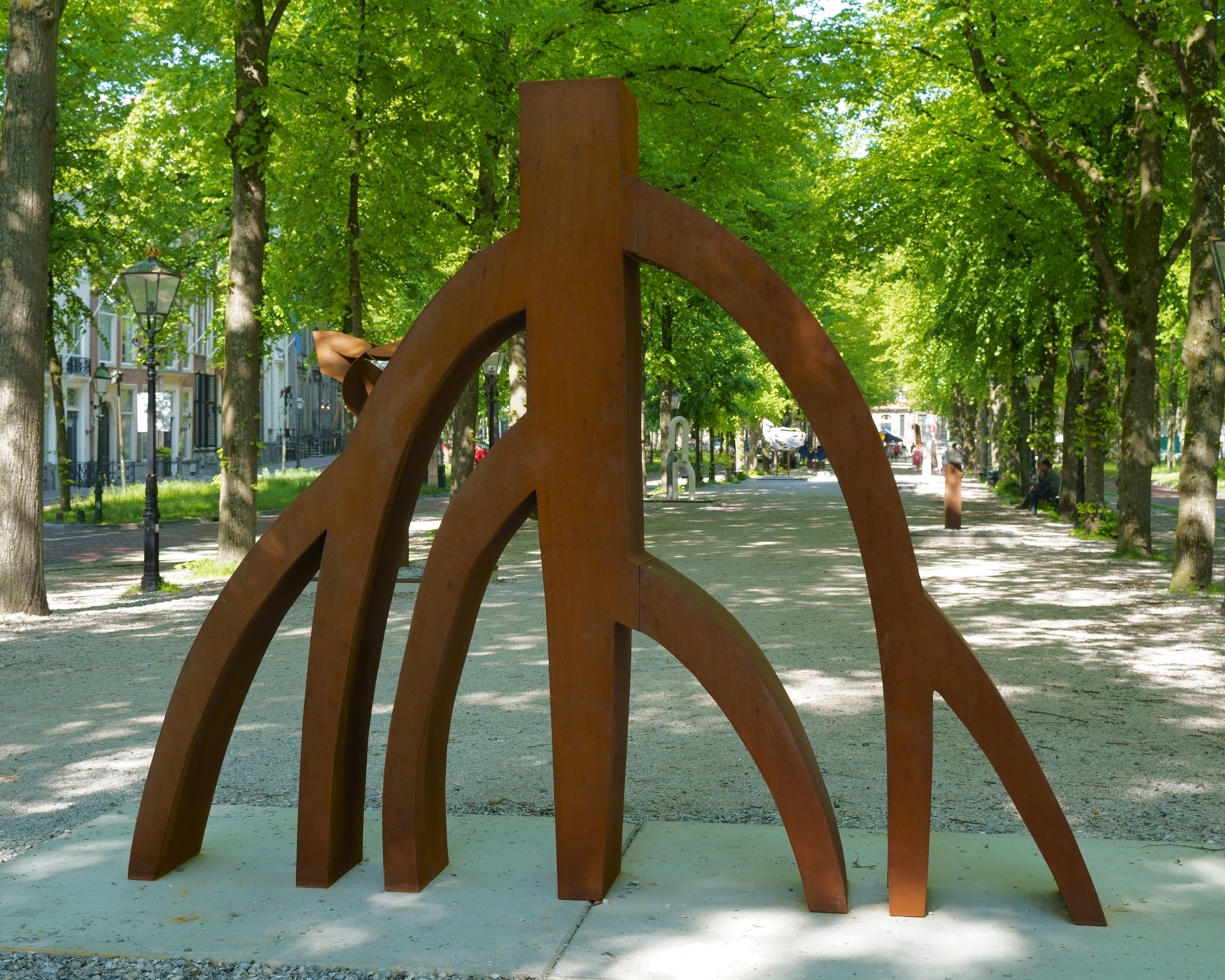
Warffemius "Mangrove", Voorhout monumentaal 2021

- 2010: 'Manolo Valdés en Kim de Ruysscher'[3]
- 2011: 'Den Haag onder de Hemel' met Chinese sculpturen (i.s.m. Museum Beelden aan Zee); gastconservator Cees Hendrikse
- 2012: 'The Rainbow Nation' met hedendaagse sculptuur uit Zuid-Afrika (door Museum Beelden aan Zee)
- 2013: 'Russia XXI' met Russische sculpturen (door Museum Beelden aan Zee)
- 2014: 'Grandeur' met hedendaagse sculptuur uit Frankrijk (door Museum Beelden aan Zee)
- 2015: 'Vormidable', hedendaagse sculptuur uit Vlaanderen (door Museum Beelden aan Zee)
- 2016 (door Museum Beelden aan Zee)
- 2017 (door Museum Beelden aan Zee)[4]

## Voorhout monumentaal
Onder de titel "Voorhout monumentaal 2021" is in 2021 weer een beeldententoonstelling op het Lange Voorhout georganiseerd door Pulchri Studio

### Jaargangen
- "Voorhout monumentaal 2021"[5]
- "Voorhout monumentaal 2023" Deze editie is uitgebreider door toevoeging van tentoonstellingen in de Kloosterkerk, de zalen en de binnentuin van Pulchri Studio.[6]